# Bad Gandersheim
Bad Gandersheim è una città di 9 476 abitanti, della Bassa Sassonia, in Germania.

Già capoluogo di circondario (Landkreis), dal 1977 appartiene a quello di Northeim (targa NOM).

## Geografia
La città di Bad Gandersheim si trova tra il bacino del Leine, quello del Weser e le prime alture dello Harz, nella valle del fiume Gande. Il comune è prevalentemente collinare. Le alture dello Harz iniziano a circa 10 chilometri a est della città, mentre a 5 chilometri a ovest si trova il corso del Leine.

## Storia
Nel sud-est del comune, sulla collina di Harzhorn, nel II secolo si svolse un'importante battaglia tra legionari romani e un numero imprecisato di tribù germaniche, probabilmente intorno al 235/236 durante il regno dell'imperatore Massimino il Trace. Dal sito della battaglia, scoperto per caso nel 2008, sono stati scavati 2.700 reperti.
La città risale all'852, quando fu creata l'abbazia di Gandersheim da Liudolfo, duca di Sassonia e sua moglie Oda.
Nel 990, l'imperatrice reggente Teofano concesse alla città il diritto di tenere mercati.
Quando furono scoperte le miniere nel 1240, Papa Gregorio IX iniziò l'erezione dell'Ospedale dello Spirito Santo. Intorno al 1330, i duchi di Brunswick costruirono un castello come contrappeso secolare alla chiesa abbaziale. Questo edificio funge oggi da tribunale dei magistrati e da istituto penitenziario giovanile.
Dopo le devastazioni della Guerra dei Trent'anni, il monastero conobbe un'altra grande espansione nel periodo barocco.
L'abbazia fu infine secolarizzata a favore dei principi di Brunswick-Wolfenbüttel nel 1803 e sciolta alla morte dell'ultima badessa Augusta Dorothea nel 1810. Al Congresso di Vienna del 1815, il territorio fu riconosciuto come parte del nuovo Ducato di Brunswick.
Alla fine del 19º secolo, la città cominciò a diventare nota per le qualità curative delle sue sorgenti minerali, e nel 1932 la città di Gandersheim ricevette il diritto ufficiale di definirsi città termale, quindi si poté chiamare Bad Gandersheim.
Durante il regime nazista, l'ex abbazia di Brunshausen fu sede di un campo di lavoro forzato annesso a Buchenwald, dove lo scrittore Robert Antelme fu imprigionato nel 1944.

## Geografia antropica

### Frazioni
Il territorio comunale comprende le frazioni di Ackenhausen, Altgandersheim, Clus, Dankelsheim, Dannhausen, Drei Linden, Ellierode, Gehrenrode, Gremsheim, Hachenhausen, Harriehausen, Heckenbeck, Helmscherode, Seboldshausen, Wolperode e Wrescherode.

## Città gemellate
Bad Gandersheim è gemellata con:
- Rotselaar, Belgio
- Skegness, Regno Unito